# Hellenæs
Hellenæs (tidligere Helgenæs) er dannet i 1800 af Bøndergårde fra landsbyen Hellenæs. Gården ligger i Branderslev Sogn i Lolland Kommune.
Helgenæs Gods er på 283 hektar

## Ejere af Helgenæs
- (1800-1815) F. Tølstrup
- (1815-1818) Vilhelm Licht
- (1818-1820) J. Soel
- (1820-1823) J. F. R. von Oppen
- (1823-1824) J. From / Rasmus Clausen
- (1824-1839) Rasmus Clausen
- (1839-1864) J. P. Schwensen
- (1864-1884) R. Svendsen
- (1884-1885) N. Chr. E. de Neergaard
- (1885-1888) P. R. Engholm
- (1888-1891) Enke Fru Selchau-Hansen
- (1891-1898) R. Michaelsen
- (1898-1910) Carl B. F. Lawaetz
- (1910-1918) Chr. P. Justesen
- (1918-1924) Svend Christian Fabritius Løppenthin
- (1924-) K. Kiær
- (1979-2001) Steen Nymann
- (2001-) Steen Nymann / Anne Marie Nymann